# تايلور بيج
تايلور بيج (مواليد 5 أكتوبر 1990) هي ممثلة وراقصة أمريكية، قامت بدور البطولة في فيلم زولا.

## وصلات خارجية
- تايلور بيج على موقع IMDb (الإنجليزية)
- تايلور بيج على موقع ألو سيني (الفرنسية)
- تايلور بيج على موقع قاعدة بيانات الفيلم (الإنجليزية)
- تايلور بيج على موقع كينوبويسك (الروسية)